# Huang Gongwang

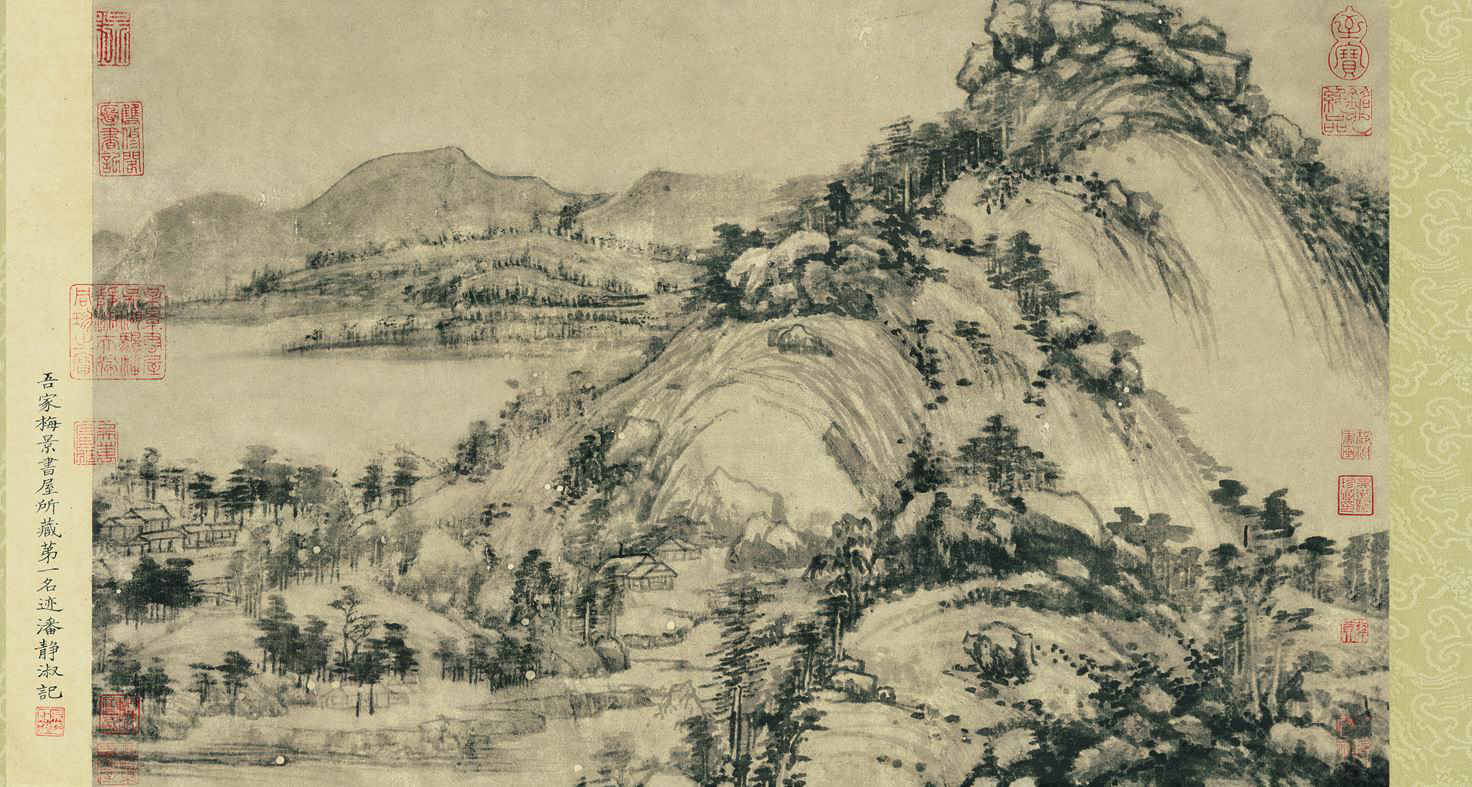
Paisaje de las Montañas Fuchun

Huáng Gōngwàng (黃公望) (1269-1354) pintor chino de Jiangsu. Fue el más anciano de los "cuatro maestros de la dinastía Yuan",, junto a Wang Meng, Wu Zhen y Ni Zan. Se hizo sacerdote taoísta después de haber sido funcionario. Pasó sus últimos años en las montañas de Fu-ch'un cerca de Hangzhou, dedicándose al taoísmo.
En lo que respecta a su estilo, no siguió las convenciones de paisajes de los academicistas de su época, pero se le considera uno de los más grandes pintores intelectuales de su época. Tenía dos estilos. Uno que privilegiaba el color púrpura y otro usando tinta negra. También era poeta y tenía cierto talento musical.